# Arena de Esportes da Bahia
A Arena de Esportes da Bahia (anteriormente chamada de Centro Pan-Americano de Judô, CPJ) é um equipamento esportivo, localizado na Praia de Ipitanga, em Lauro de Freitas, município do estado brasileiro da Bahia. É administrado pela Superintendência dos Desportos do Estado da Bahia (SUDESB) e faz parte da rede pública estadual baiana de esportes.
Foi construído no terreno do antigo Kartódromo Ayrton Senna e ocupa uma área de 20 mil metros quadrados distribuídos em três prédios, compreendendo: ginásio climatizado, alojamento de atletas e o setor administrativo. Além disso, a estrutura abriga áreas de preparação e recuperação física de atletas; museu do judô, centro de capacitação profissional, auditório para 200 pessoas, sala vip e centro de treinamento; alojamento com 32 quartos que recebem mais de 70 atletas ao mesmo tempo; sala de jogos; piscina; quadra poliesportiva; e pista de corrida de 100 metros com quatro raias para aquecimento dos atletas. A capacidade é para dois mil pessoas sentadas e outras 2.500 em pé. Na área externa, o estacionamento tem 500 vagas.

## História
Teve como propósito inicial servir à preparação de judocas dos países americanos participantes dos Jogos Olímpicos Rio 2016, ao treinamentos das seleções baiana e brasileira daquele esporte, além de abrigar ações de iniciação e formação no esporte.
Os recursos para a construção vieram da União (19,8 milhões de reais), do governo estadual por meio da Secretaria do Trabalho, Emprego, Renda e Esporte (Setre) (18,3 milhões de reais) e totalizaram 43,2 milhões de reais. O equipamento esportivo foi objeto de um Termo de Cessão de Uso para a Confederação Brasileira de Judô (CBJ) assinado pelo ministro do Esporte Aldo Rebelo e o governador Jaques Wagner. A CBJ despendeu 5,1 milhões de reais destinados ao projeto executivo, equipamentos e mobiliário.
A candidatura baiana para sediar a categoria júnior de sua competição mundial foi a escolhida pela Confederação Mundial de Wrestling, preterindo Lausanne na Suíça, Sófia na Bulgária, e Rio de Janeiro, Recife e São Paulo.
Em 2025, o governo da Bahia conduziu a reforma do equipamento esportivo, com a remoção de placas da fachada em janeiro de 2025 e abertura da licitação em si em junho de 2025 para reforma do edifício do ginásio, do edifício administrativo e da parte externa.

## Lista de eventos sediados
Vários eventos ocorreram no centro esportivo, tanto oficiais quanto amistosos, e de várias modalidades de lutas.
- Desafio Internacional Brasil-Itália (evento não oficial de judô, primeiro evento-teste), em 2014.[9][10]
- Primeira, terceira e quarta etapas do Circuito Baiano de Judô (evento oficial de judô, primeiro evento oficial), em 2015.[9][11][12]
- Campeonato Mundial de Luta Olímpica Júnior de 2015 (evento oficial de luta olímpica).[13]
- Campeonato Brasileiro de Judô Sub-23 (evento oficial de judô), em 2015.[14]